# Дейзи Уинтерс
«Дейзи Уинтерс» (англ. Daisy Winters) — американский драматический фильм, созданный Бет Ламюр. Премьера фильма состоялась 1 декабря 2017 года в ограниченном прокате в США. Главные роли исполнили Стерлинг Джеринс, Брук Шилдс, Иван Реон, Кэрри Престон и Пол Блекторн. Дата выхода фильма в России и в других странах СНГ пока что неизвестна. Съемки происходили в США.

## Сюжет
Дейзи Уинтерс — одиннадцатилетняя девочка, которая безмерно любит свою мать. Фильм рассказывает о том, что может случиться, если прерывается настолько сильная связь. Во время путешествия, которое включает поиски своего отца, смелая, изобретательная и не по годам развитая Дейзи узнает, как принимать жизненные испытания с решимостью и неукротимой верой в себя.

## В ролях
| Актёр                | Роль                 |
| -------------------- | -------------------- |
| Брук Шилдс           | Мать Сэнди Уинтерс   |
| Иван Реон            | Даг                  |
| Кэрри Престон        | Тетя Маргарет        |
| Пол Блекторн         | Роберт Стержен       |
| Стерлинг Джеринс     | Дочь Дейзи Уинтерс   |
| Пурна Джаганнатан    | Аннабель Кумар       |
| Сьюзи Накамура       | Кэти Такада          |
| Клэйтон Ронер        | Сэр Билл             |
| Кайл Ред Силверштейн | Джош                 |
| Бет Ламюр            | Офицер Донна Исибаси |
| Ник Гор              | Джексон Кумар        |
| Пьер Кеннел          | Офицер Стивен Ламюр  |
| Ави Эшeнэси          | Отец Коэн            |
| Джэйк Кроуфорд       | Жан                  |
| Стэйси Соувэр        | Билл                 |
| Шерри Финсэнд        | Дженет               |
| Кевин Оурвэн         | Кевин                |
| Триша Мендоса        | Офицер Фален         |
| Бека Рид             | Г-жа Барнетт         |

## Производство
Съемки начались в мае 2016 года и закончились 11 июня того же года. А 7 декабря 2016 года фильм вышел из статуса постпродакшн. Сообщается, что фильм снимался в округе парка Форсайт в Джорджии. Также съемки были и около Ардсли-Парка (Нью-Йорк, Уэстчестер, США). Использовались места Тидмен-парка перед академии искусств. Также ещё были съемки на кладбище Бонавентура (Джорджия, США) в Саванне.